# رون بورجيسون
رون بورجيسون (بالسويدية: Rune Börjesson)‏ هو لاعب كرة قدم سويدي في مركز الوسط، ولد في 5 أبريل 1937 في غوتنبرغ في السويد، وتوفي في 22 فبراير 1996 في ستوكهولم في السويد. شارك مع منتخب السويد لكرة القدم. أما مع النوادي، فقد لعب مع نادي باليرمو ويوفنتوس.

## وصلات خارجية
- رون بورجيسون على موقع قاعدة بيانات كرة القدم.إي يو (الإنجليزية)
- رون بورجيسون على موقع ناشيونال فوتبول تيمز (الإنجليزية)
- رون بورجيسون على موقع عالم كرة القدم.نت (الإنجليزية)